# Elpmas
Elpmas — альбом композитора и музыканта Moondog, выпущенный в 1992 году на лейбле Kopf.

## Об альбоме
Elpmas был записан в Германии, в студии Academy of St. Martin’s in the Streets, принадлежавшей Энди Тома. Название альбома — это написанное задом наперёд слово «sample»; это был первый раз, когда Moondog использовал семплирование в своей музыке.

## Отзывы критиков
Der Spiegel написал, что музыка на Elpmas находится между фолк и минималистской музыкой, и назвал её приятной. «Блу» Джин Тиранни из AllMusic описал его как «замечательный компакт-диск, созданный из звуков окружающей среды, мягкого покачивания маримбы, прекрасного контрапункта для духовых, ритмов и сладко воспетой мудрости из припева.» Биограф Moondog Роберт Скотто назвал альбом «самым странным из его немецких произведений и во многих отношениях наиболее похожим на его первые нью-йоркские альбомы.» Он написал, что он в первую очередь понравился тем, кто ценил эклектичность Moondog и склонность переводить свою музыку в новые фазы, и что это смущает тех, кто ожидал единого выражения. Это он описал как «возможно слишком чересчур.»

## Список композиций
Слова и музыка всех песен — Moondog.
| №   | Название                                        | Длительность |
| --- | ----------------------------------------------- | ------------ |
| 1.  | «Wind River Powwow»                             | 7:11         |
| 2.  | «Westward Ho!»                                  | 6:00         |
| 3.  | «Suite Equestria (Trail Versus Road and Trail)» | 7:14         |
| 4.  | «Marimba Mondo 1: The Rain Forest»              | 5:33         |
| 5.  | «Fujiyama 1 (instr.)»                           | 4:43         |
| 6.  | «Marimba Mondo 2: Seascape of the Whales»       | 5:51         |
| 7.  | «Fujiyama 2 (Lovesong)»                         | 5:01         |
| 8.  | «Bird of Paradise»                              | 2:40         |
| 9.  | «The Message (a cappella male chorus)»          | 1:01         |
| 10. | «Introduction and Overtone Continuum»           | 2:25         |
| 11. | «Cosmic Meditation»                             | 24:10        |

## Участники записи
- Генри Шуман — гобой
- Питер Вендланд — виолон[англ.], виола да гамба
- Иоганнес Лейс — флейта-пикколо, саксофон (альт, тенор, бас)
- Гётц Альсманн[англ.] — банджо
- Энди Тома — вокал, свист
- Акбар Гек — вокал
- Макс Альсманн — вокал
- Нобуко Сугай — декламация
- Moondog — клавишные, перкуссия